# Subgrupo de la Vía Láctea
El subgrupo de la Vía Láctea es un pequeño grupo de galaxias compuesto por la Vía Láctea y varias galaxias satélites atraídas gravitacionalmente por esta, ubicado dentro del Grupo Local de galaxias.
Hay alrededor de treinta galaxias menores que se estiman que están a 420 kilopársecs (1,4 millones de años luz) de la Vía Láctea, si bien no todas necesariamente están en órbita. De estas, las únicas visibles a simple vista son la Pequeña y la Gran Nube de Magallanes, que han sido observadas desde la prehistoria. A partir de las mediciones realizadas con el telescopio espacial Hubble, se cree que las Nubes de Magallanes podrían estar moviéndose demasiado rápido como para estar orbitando la Vía Láctea. De las galaxias que se cree que orbitan la Vía Láctea, la más grande es la Enana Elíptica de Sagitario, cuyo diámetro sería de 20 000 años luz (6100 pársecs), aproximadamente un quinto del diámetro de la Vía Láctea.

## Galaxias satélite
Las galaxias satélite de la Vía Láctea son las siguientes:
| Nombre                      | Diámetro (kpc) | Distancia (kpc) | Tipo      | Descubrimiento       |
| --------------------------- | -------------- | --------------- | --------- | -------------------- |
| Enana del Can Mayor         | 1,5            | 8               | Irr       | 2003                 |
| Enana Elíptica de Sagitario | 2              | 20              | E         | 1994                 |
| Gran Nube de Magallanes     | 4              | 48,5            | SBm       | desde la prehistoria |
| Pequeña Nube de Magallanes  | 2              | 61              | Irr       | desde la prehistoria |
| Enana de la Osa Mayor II    | 0,2            | 30              | dG D      | 2006                 |
| Enana de la Osa Menor       | 0,4            | 60              | dE4       | 1954                 |
| Enana de Draco              | 0,7            | 80              | dE0       | 1954                 |
| Enana de Sculptor           | 0,8            | 90              | dE3       | 1937                 |
| Enana de Sextans            | 0,5            | 90              | dE3       | 1990                 |
| Enana de Carina             | 0,5            | 100             | dE3       | 1977                 |
| Enana de la Osa Mayor I     | -              | 100             | dG D      | 2005                 |
| Enana de Fornax             | 0,6            | 140             | dE2       | 1938                 |
| Leo II                      | 0,7            | 210             | dE0       | 1950                 |
| Leo I                       | 0,5            | 250             | dE3       | 1950                 |
| Leo IV                      | 0,3            | 160             | dSph      | 2006                 |
| Leo V                       | 0,08           | 180             | dSph      | 2007                 |
| Leo T                       | 0,34           | 420             | dSph/dIrr | 2006                 |
| Boötes I                    | 0,3            | 60              | dSph      | 2006                 |
| Boötes II                   | 0,1            | 42              | dSph      | 2007                 |
| Boötes III                  | 1              | 46              | dSph?     | 2009                 |
| Coma Berenices              | 0,14           | 42              | dSph      | 2006                 |
| Segue 2                     | 0,07           | 35              | dSph      | 2007                 |
| Canes Venatici I            | 2              | 220             | dSph      | 2006                 |
| Canes Venatici II           | 0,3            | 155             | dSph      | 2006                 |
| Hércules                    | 0,7            | 135             | dSph      | 2006                 |
| Piscis II                   | 0,12           | 180             | dSph      | 2010                 |
| Reticulum II                | -              | 30              | dSph      | 2015                 |
| Eridanus II                 | -              | 380             | dSph      | 2015                 |
| Horologium I                | -              | 100             | dSph?     | 2015                 |
| Pictoris I                  | -              | 115             | dSph?     | 2015                 |
| Fénix II                    | -              | 100             | dSph?     | 2015                 |
| Kim 2/Indus I               | -              | 100             | dSph?     | 2015                 |
| Grus                        | -              | 120             | dSph      | 2015                 |
| Eridanus III                | -              | 90              | dSph?     | 2015                 |
| Tucana II                   | -              | 70              | dSph      | 2015                 |